# Station Culoz
Station Culoz is een spoorwegstation in de Franse gemeente Culoz-Béon.